# 응신
응신(應身, 산스크리트어: निर्माणकाय nirmāṇa-kāya)은 불교 용어이며, 법신·보신·응신의 삼신 중 하나이다.
'응현한 신체'라는 의미에서 응신이라 하고, 산스크리트어의 '니르마나'의 '화성'이라는 의미에서 화신과 같은 의미이며 이로 인해 '응화신'이라 불렸다.
대승 불교에서는 삼신설을 취하지만, 자·형을 가지지 않는 우주의 진리인 법신불, 유시·무종의 존재로 중생을 구하는 부처인 보신불(인간에 대한 방편으로서 사람의 모습을 드러내기도 함)에 반해, 응신불인 석가여래는 중생을 구하기 위해 인간으로 이 세상에 나타난 불이다.
'화엄경'에서는 석가여래는 중생을 구하기 위해 법신의 비로자나불에 의해 보내진 존재, 또는 비로자나불의 화신으로 해석된다.
석가를 단순한 인간이 아니라 초인적 존재로 파악하는 삼신설은 기독교의 삼위일체론이나 양성설과 자주 비교 연구되는 경우가 많지만, 기독교에서는 '예수는 인간이다'라는 설과 삼위일체를 부정하는 교파는 이단으로서 완전하게 배척되었지만, 불교에서는 '석가는 인간이다'라는 교파가 완전하게 소멸하지는 않고 (상좌부 불교), 대승 불교의 각 교파 내에서도 '석가는 누구였는가'라는 인식이 교파마다 다르다.
티베트 불교에서는 뛰어난 종교자를 화신이라고 생각해, 그 종교자의 몰후에 '환생'을 찾아, 동일한 인격의 소유자로서 취급하고, 그 종교자의 지위를 계승시키는 화신 라마 (소위 전생활불) 제도가 14세기부터 15세기에 걸쳐 널리 보급, 정착했다.